# Петрова Љехота
Петрова Љехота (слч. Petrova Lehota) насељено је мјесто са административним статусом сеоске општине (слч. obec) у округу Тренчин, у Тренчинском крају, Словачка Република.

## Становништво
| Година:    | 1994. | 2004. | 2014.    | 2024.   |
| ---------- | ----- | ----- | -------- | ------- |
| Број људи: | 0     | 165   | 182      | 192     |
| Разлика:   |       | –     | +10,30 % | +5,49 % |

| Година:    | 2023. | 2024.   |
| ---------- | ----- | ------- |
| Број људи: | 199   | 192     |
| Разлика:   |       | -3,51 % |

Према подацима о броју становника из 2024. године насеље је имало 192 становника.